# Beschaffungsprinzip
Beschaffungsprinzipien kommen aus der Materialwirtschaft und sind prinzipielle Festlegungen zur (Wieder-)Beschaffung und Bevorratung von Produktionsmaterial. Typische allgemeine Prinzipien sind unter anderem Vorratsbeschaffung, Einzelbeschaffung und absatzsynchrone Beschaffung. Darüber hinaus gibt es weitere Formen oder Mischungen von Formen. Die Festlegung soll der Wirtschaftlichkeit dienen und die Entscheidungsfindung vereinfachen und eine Lösung für das Optimierungsproblem der Kosten und Verfügbarkeit (Servicegrad) erzielen.

## Vorratsbeschaffung
Bei einer Vorratsbeschaffung werden relativ große Mengen bezogen und gelagert.

### Vorteile
- Zu jeder Zeit Lieferungsbereitschaft
- Keine Produktionsunterbrechung
- Ausnutzen von Preisvorteilen (hohe Abnahmemenge = bessere Konditionen)

### Nachteile
- Hohe Kapitalbindung
- Hohe Zins- und Lagerkosten
- Gefahr der Veralterung bzw. Qualitätsminderung der Produkte

## Einzelbeschaffung
Bei der Einzelbeschaffung werden benötigte Materialien erst dann bestellt, wenn ein konkreter Auftrag eingegangen ist, also ein Bedarf entstanden ist. Hierdurch werden lagerabhängige Kapitalbindungs- sowie Zins- und Lagerhaltungskosten vermieden.

### Vorteile
- Kurze Lagerdauer
- Geringe Kapitalbindung

### Nachteile
- Keine sofortige Liefer- und Produktionsbereitschaft
- Hoher Anteil der Bezugskosten (Versand, Zollgebühren etc.)
- Hoher Koordinationsbedarf

## Absatz- bzw. fertigungssynchrone Beschaffung
Bei der absatzsynchronen Beschaffung (auch fertigungssynchrone Beschaffung oder lagerlose Sofortverwendung genannt) werden Waren möglichst zeitnah vor der Verwendung angeliefert.
Das Lager wird auf geringe Sicherheitsbestände beschränkt, was korrekte und laufend aktuell verfügbare Lagerbestands- und Verbrauchsmengen voraussetzt. Meist gibt es Verträge über die Anlieferung, die hohe Konventionalstrafen bei Nichteinhaltung der Fristen mit sich bringen.
Beispiele für lagerlose Sofortverwendung sind Just in time und Just in sequence (beide Push-Prinzipien) und Kanban (Pullprinzip).
Nachteilig an dem Konzept ist, dass bei fehlendem Material auch etwaige Konventionalstrafen den Arbeitsprozess nicht voranbringen. Zudem werden Transportkapazitäten vergeudet.
Siehe auch: Materialwirtschaft, Beschaffungslogistik